# Pseudolabrus eoethinus
Pseudolabrus eoethinus es una especie de peces de la familia Labridae en el orden de los Perciformes.

## Morfología
Los machos pueden llegar alcanzar los 20 cm de longitud total.

## Distribución geográfica
Se encuentra al sur del Japón, Taiwán y el Mar de la China Meridional.